# Taraxacum heptapotamicum
Taraxacum heptapotamicum là một loài thực vật có hoa trong họ Cúc. Loài này được Schischk. miêu tả khoa học đầu tiên.